# Kdetv
KdeTV fait partie de la suite KDE. Ce logiciel permet de voir la télévision sur un ordinateur via une carte télé.
Il existe d'autres logiciels de visualisation télé dans le monde Linux :
- GLTV,
- MythTV,
- TVtime,
- XawTV,